# Anagallis crassifolia
Anagallis crassifolia é uma espécie de planta com flor pertencente à família Primulaceae. 
A autoridade científica da espécie é Thore, tendo sido publicada em Essai d'une Chloris 62. 1803.

## Portugal
Trata-se de uma espécie presente no território português, nomeadamente em Portugal Continental.
Em termos de naturalidade é nativa da região atrás indicada.

## Protecção
Não se encontra protegida por legislação portuguesa ou da Comunidade Europeia.